# Христианство в Африке
Христианство в Африке насчитывает две тысячи лет. 
Заметная ныне в Египте, Эфиопии и Эритрее Коптская Православная Церковь была основана, по преданию, Апостолом Марком приблизительно в 42 году. В эпоху поздней Античности в африканских владениях Римской империи процветала Александрийская школа, трудились такие известные богословы как Тертуллиан, Киприан Карфагенский, Августин Аврелий. В Африке зародилось монашеское движение. Здесь (в Египте) подвизались такие аскеты как Антоний Великий, Пахомий Великий, Серапион Тмуитский, Макарий Великий, Мария Египетская.
Арабское нашествие VII века и последующая исламизация Северной Африке ослабили христианские позиции на континенте. 
На побережье Гвинейского залива в последней четверти XV века появляются первые христианские миссии, построенные португальскими мореплавателями. Миссионерская активность во время Колониального периода, так же как и деятельность евангелистов и пятидесятников в наши времена, надёжно укрепила христианство в Африке, в частности в Центральной, Южной и Восточной Африке, а также в районе Гвинейского залива. В 1864 году в дельте Нигера была основана Нигерийская миссия, состоящая целиком из африканцев. Христианство в Африке сильно упрочило свои позиции за последние сто лет: в 1900 году во всей Африке насчитывалось около 9 миллионов христиан, а к 2000 году их было уже 380 миллионов.

#### Христианско-африканские церкви и культы
Церемония омовения головы Небесной Церкви Христа (спиритуалистского направления аладура (англ. Aladura)) в Бенине.
Христианско-африканские церкви и культы представлены как организациями, которые в определённое время отошли от церквей западного направления или же возникли на африканской почве, сочетая элементы христианства и местные традиции. Формировались среди коренного христианизированного населения, в первую очередь, на юге африканского континента, с конца XIX века. В литературе их могут называть ещё афрохристианскими, синкретическими, независимыми, христианско-тубильными церквями и культами.
Изначальной целью афрохристианских культов был пересмотр догматов христианства в соответствии с менталитетом африканских народов, стремление создать «чёрное христианство». Кроме того, неграм, успевшими к началу XX века познакомиться с основными догматами христианства, было непонятно, как принцип равенства, добра и справедливости, провозглашаемый в качестве основного христианскими проповедниками, мог соответствовать колониальным захватам.
Афро-христиане обвинили белых в искажении Святого писания, указывая, что действительным богоизбранным народом являются чёрные и помещая Иерусалим в Эфиопию или в другие центры на африканском континенте.
Первая афрохристианская секта была основана в 1882 году в Капской колонии.

Некоторые африканисты рассматривают создание афро-христианских церквей как способ борьбы с колониализмом:
С установлением колониального господства и возникновением новых социальных групп в африканских обществах появляются иные формы протеста. Одной из наиболее ранних была религиозно-политическая, прежде всего создание афро-христианских церквей. Может показаться странным, что идеологическое обоснование антиколониализма негры заимствовали из той самой религии, которую навязывали им завоеватели. Произошло это потому, что христианство выступало с идеей всеобщего равенства перед Богом, кроме того, оно давало новообращённым возможность осознать себя частью более широкой общности, чем клан, семья, община. Объединяться по-новому могли лишь те люди, которые хотя бы в какой-то мере отошли от старых форм объединения. Таковы были те, кто принял новую веру. Как правило, именно эти люди оказывались больше всего выбитыми из традиционного, привычного уклада жизни. К тому же новая религия в целом больше подходила к реалиям колониального общества, чем традиционные верования. Но антиколониальный протест у её адептов был неразрывно связан с разочарованием в европейцах как подлинных христианах, со стремлением утвердить в этой вере себя и свой мир.
В начале XX века количества церквей существенно выросло.
Сегодня афрохристианство имеет собственную догматику, обрядность и иерархию. Для него характерна мессианистская направленность, а также заимствованное из традиционных африканских религий представление об отстранённости бога-демиурга и вера в предсказания, получаемые посредством человека.
Афрохристианство подразделяется на пять больших групп:
- Адаптированно-христианские секты
- Мессианские секты
- Языческо-христианские секты
- Эфиопские секты (Чёрные церкви)
- Ветхозаветные секты

Наиболее значимым являются:
- растафарианство;
- кимбангизм — церковь последователей Симона Кимбангу, (возникшая в 1920-е годы в Белигийском Конго, современный ДРК).